# Husøy (Hordaland)
Pour les articles homonymes, voir Husøy.
Husøy est une île norvégienne du comté de Hordaland appartenant administrativement à Stord.

## Description
Rocheuse et couverte d'arbres, à fleur d'eau, elle s'étend sur environ 246 m de longueur pour une largeur approximative de 134 m. 